# Freyastera benthophila
Freyastera benthophila är en sjöstjärneart som först beskrevs av Percy Sladen 1889.  Freyastera benthophila ingår i släktet Freyastera och familjen Freyellidae. Inga underarter finns listade i Catalogue of Life.